# Aeginina longicornis
Aeginina longicornis är en kräftdjursart som först beskrevs av Henrik Nikolai Krøyer 1842.  Aeginina longicornis ingår i släktet Aeginina och familjen Caprellidae. Arten är reproducerande i Sverige. Inga underarter finns listade i Catalogue of Life.